# Neißebrück
Neißebrück war eine Gemeinde an der Lausitzer Neiße nordwestlich von Priebus, die am 1. April 1938 durch den Zusammenschluss der Gemeinden Jamnitz-Pattag und Werdeck entstand. Die Gemeinde wurde 1945 wieder aufgelöst, da die Oder-Neiße-Linie die neue Grenze zwischen Deutschland und Polen bildete.
Werdeck am linksseitigen (südlichen) Neißeufer wurde von 1945 bis 1950 wieder eine eigenständige deutsche Gemeinde. Jamnitz auf der rechten (nördlichen) Neißeseite wurde durch Kriegseinwirkungen verwüstet und nicht mehr aufgebaut, Pattag besteht unter dem Namen Potok als polnische Ortschaft fort.
Koordinaten: 51° 29′ N, 14° 54′ O